# Aleš Kořínek
Aleš Kořínek (9 gennaio 1983) è un ex calciatore ceco, di ruolo portiere.